# Jun Mizutani
Jun Mizutani (水谷 隼, Mizutani Jun), né le 9 juin 1989 à Iwata, est un pongiste japonais.

## Biographie
Jun Mizutani est une véritable icône du tennis de table japonais. Il a contribué au renouveau du Japon sur la scène internationale du tennis de table. Il est le recordman du nombre de titre de champion du Japon avec 10 succès. 
En 2009, à 20 ans, Jun Mizutani remporte une étape du Pro-tour en double à l'Open de Chine ITTF en étant associé à Seiya Kishikawa. La semaine suivante, il remporte toujours avec ce même partenaire, le double de l'Open du Japon ITTF. 
Le 23 août 2009, il remporte l'open de Corée et le 17 octobre 2010, l'open de Hongrie en simple.
Il a remporté la grande finale de l'ITTF Pro Tour en simple en décembre 2010.
Il est classé no 5 mondial au classement ITTF en juillet 2015. Il atteint son meilleur classement mondial ITTF en janvier 2017 où il est n° 4 mondial.
Il remporte pour la 8e fois le championnat national japonais en 2016, égalant la performance de Kiyoshi Saito qui avait remporté 8 titres dans les années 1980.
Il remporte la médaille de bronze en simple lors des Jeux olympiques de Rio en 2016 ainsi que la médaille d'argent dans la compétition par équipes avec ses compatriotes Koki Niwa et Maharu Yoshimura.
Il remporta aussi deux fois la médaille de Bronze lors des championnats du monde en double avec son coéquipier Seiya Kishikawa, en 2009 et 2013.
Aux Jeux olympiques de Tokyo en 2021, il remporte la médaille d'or en double mixte avec sa compatriote Mima Ito.
Il contracte une maladie aux yeux, qui réduit progressivement sa vue. Elle l'oblige à porter des lunettes à partir de 2018. Le 10 février 2022, il met un terme à sa carrière.